# Eriocoelum
Erioccoleum o Eriocoelum es un género con trece especies de plantas de flores perteneciente a la familia Sapindaceae. 

## Especies seleccionadas
- Eriocoelum kerstingii
- Eriocoelum lawtonii
- Eriocoelum ledermannii
- Eriocoelum macrocarpum
- Eriocoelum macrospermum
- Eriocoelum microspermum
- Eriocoelum oblongum
- Eriocoelum paniculatum
- Eriocoelum pendulum
- Eriocoelum petiolare
- Eriocoelum pungens
- Eriocoelum racemosum
- Eriocoelum rivulare